# Hachijō-in no Takakura
Hachijō-in no Takakura (jap. 八条院高倉 Hachijō-in no Takakura; ur. około 1176/77, zm. po 1243 prawdopodobnie w świątyni Hokke-ji w obecnej prefekturze Nara) – japońska duchowna buddyjska i poetka, tworząca w okresach Heian i Kamakura. Zaliczana do Trzydziestu Sześciu Mistrzyń Poezji. Znana także jako „Takakura no tsubone” i „Daigo-dono”.
Oficjalnie córka Fujiwary no Sanetsuny i Nijō-in no Naishi Mikawy, damy dworu cesarza Nijō, w rzeczywistości nieślubna córka buddyjskiego kapłana Chōkena i księżnej Takamatsu-in Yoshiko, żony (nyoin) cesarza Nijō. Wychowana przez poetę Fujiwarę no Shunzei odebrała gruntowne wykształcenie, następnie służyła jako dama dworu swej ciotki księżnej Hachijō-in Akiko (córki cesarza Toby).
Po śmierci Hachijō-in Akiko (1211), Hachijō-in no Takakura została mniszką i przyjęła imię „Kūnyo”. Początkowo rezydowała w Shōkutei-in (części kompleksu świątynnego Daigo-ji w Kioto wydzielonej dla mniszek), by następnie około 1243 przenieść się do świątyni Hokke-ji. Działając u boku swej uczennicy Jizen przyczyniła się do wzrostu znaczenia Hokke-ji i rozpowszechnienia kultu zgromadzonych tam relikwii, a pośrednio do rozwoju żeńskiego monastycyzmu buddyjskiego w Japonii.
Czterdzieści trzy utwory autorstwa Hachijō-in no Takakury opublikowane zostały w cesarskich antologiach poezji, w tym siedem w Shinkokin wakashū. W poezji Hachijō-in no Takakury widoczna jest inspiracja wcześniejszymi utworami, jak np. Man’yōshū.